# 博尔讷姆
博尔讷姆（荷蘭語：Bornem，荷蘭語發音：[ˈbɔrnɛm] ⓘ）是比利时弗拉芒大區安特衛普省梅赫倫區的一个市镇，北面和西面隔斯海尔德河与东佛兰德省相望，通行荷蘭語，是弗拉芒社群的一部分，面积45.76平方千米，人口21,353人（2020年1月1日）。